# Opéra du Huangmei

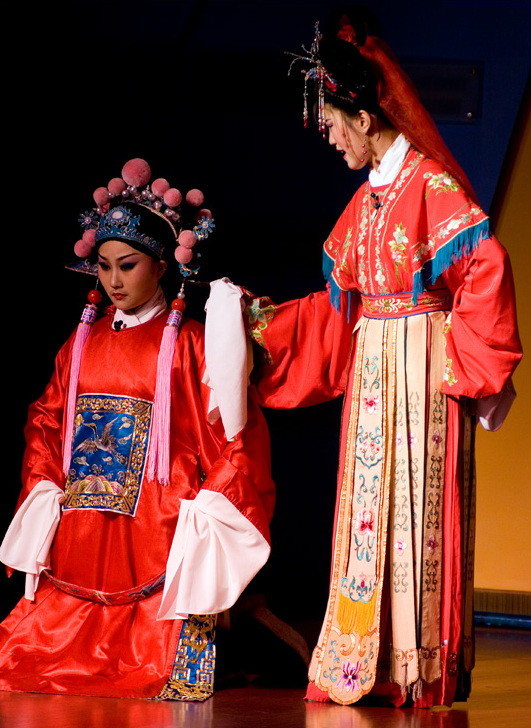
Spectacle d'opéra du Huangmei à Shanghai, avec deux artistes féminines.

L'opéra du Huangmei (黃梅戲, pinyin: Huángméixì) ou Chant du Huangmei (黃梅調, Huángméidiào) est à l'origine une forme rurale de chanson et de danse folkloriques dont l'existence remonte au moins à 200 ans. La musique est jouée avec un ton qui reste assez haut durant toute la chanson. Ce style est unique dans le sens où la musique ne ressemble pas au rythme typique de l'opéra chinois. Dans les années 1960, à Hong Kong, ce style fonctionne non seulement comme un opéra, mais également comme un style de chanson (sans costumes ni décors). De nos jours, l'opéra du Huangmei est considéré comme un spectacle traditionnel qui est l'objet de tentatives de relances en Chine continentale, à Hong Kong et à Taïwan.
Il est traditionnellement chanté dans le dialecte mandarin de l'Anqing.

## Histoire

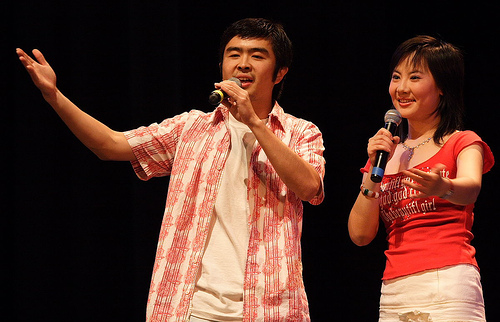
Spectacle informel d'opéra de Huangmei.

### Chine
La seule chose certaine est que cet art est originaire de Chine. Il apparaît comme un style d'opéra à Anqing dans la province de l'Anhui. Il apparaît alors dans un premier temps comme une simple chanson et danse dans le xian du Huangmei, sur le plateau de Lanyang, au sud-est de la province du Hubei, il y a 100 ans. Il évolue ensuite vers un style d'opéra, incorporant costumes et différents rôles. La musique est simple et courte.
L'opéra du Huangmei n'inclut pas les gestuelles traditionnelles des opéras qui utilisent souvent des mouvements de manches et des pas. Dans un premier temps, il n'est pas exécuté sur une scène, mais interprété par des troupes itinérantes.

### Hong Kong
Le thème de l'opéra du Huangmei commence à prendre son essor avec son introduction à Hong Kong grâce au film de 1959 The Kingdom and the Beauty (Le Royaume et la beauté) (江山美人). Cette forme semble avoir été importée avec la vague massive d'immigrants en provenance de Chine continentale vers Hong Kong dans les années 1950. En 1963, le film The Love Eterne constitue l'apogée du style musical. Les spectateurs sont alors attirés par le style de musique réécrit qui combine à la fois des instruments chinois et occidentaux. Le rythme est vif et plus rapide que l'opéra traditionnel. À cette époque, plusieurs films de style de Huangmei sont produits, proposant des évolutions du style. Comme le style est profondément associé aux films d'amour comme The Love Eterne, les chansons sont souvent interprétées en duo avec un homme et une femme.
Il n'existe qu'une poignée d'artistes reconnus dans ce style d'opéra à Hong Kong, dont font partie Ivy Ling Po et Tsin Ting.

## Costumes
Les costumes sont généralement moins extravagants comparés aux autres styles d'opéra chinois. Une attention plus particulière est en général apportée au chant plutôt qu'à la mise en scène. À Hong Kong, il n'est pas nécessaire de porter les costumes traditionnels de l'opéra chinois pour l'interpréter. Par exemple, l'artiste de cantopop Jenny Tseng a chanté une chanson de style opéra du Huangmei avec Ivy Ling Po durant un concert.